# Scleria williamsii
Scleria williamsii är en halvgräsart som beskrevs av Gross. Scleria williamsii ingår i släktet Scleria och familjen halvgräs. Inga underarter finns listade i Catalogue of Life.